# Icerya hanoiensis
Icerya hanoiensis är en insektsart som beskrevs av Jashenko 1992. Icerya hanoiensis ingår i släktet Icerya och familjen pärlsköldlöss.
Artens utbredningsområde är Vietnam. Inga underarter finns listade i Catalogue of Life.